# Adelaide International

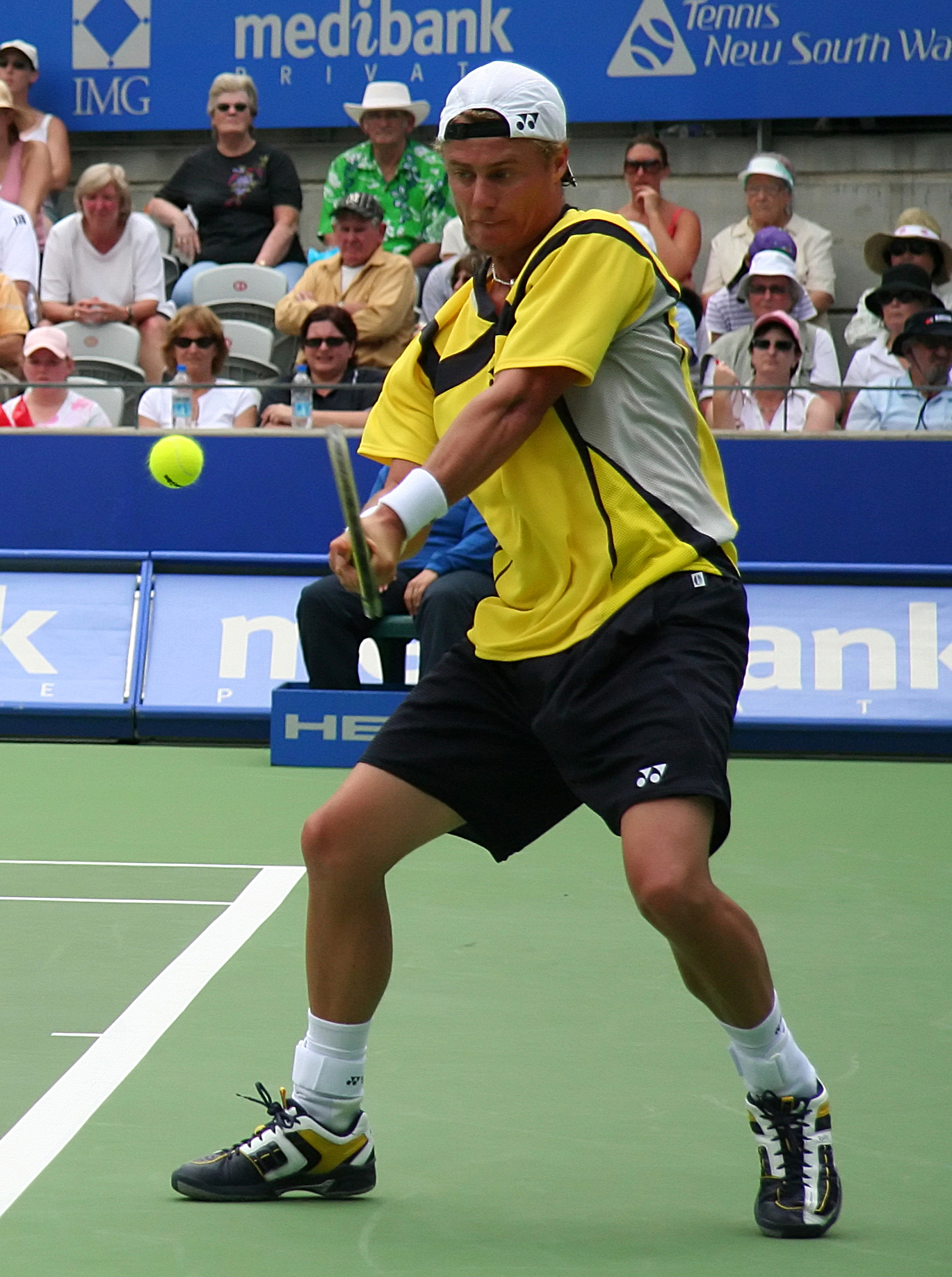
Dwukrotny mistrz rozgrywek z 1998 i 2000, a także finalista z 1999 w singlu i 2000 w deblu, Lleyton Hewitt

Adelaide International – męski turniej tenisowy zaliczany do cyklu ATP Tour oraz żeński turniej tenisowy zaliczany do cyklu WTA Tour.
Zawody mężczyzn rozgrywane były w latach 1974–2008 na kortach twardych w pierwszym tygodniu stycznia w australijskiej Adelaide. W 2009 roku przeniesiono je do Brisbane.
Kobiecy turniej tenisowy rozgrywany był od 1953 roku aż do 1980 roku. W sezonie 1988 rozegrano jedną edycję.
W 2020 roku zostały wznowione rozgrywki zarówno mężczyzn, jak i kobiet. Edycja żeńska miała kategorię WTA Premier Series rangi WTA Premier i wchodziła w skład rozgrywek cyklu WTA Tour. W 2021 roku przeprowadzono tylko turniej kobiet o kategorii WTA 500. W latach 2022–2023 rozgrywano dwa turnieje męskie i dwa turnieje kobiece, natomiast w 2024 powrócono do pierwotnej wersji. Turnieje męskie rozgrywane są w randze ATP Tour 250, turnieje kobiece rozgrywane są w randze WTA 500 - drugi turniej kobiecy w 2022 roku miał rangę WTA 250.

## Historia nazw turnieju
| Rok       | Nazwa                                                  |
| 1953–1976 | South Australian Championships (żeński)                |
| 1972–1974 | South Australian Tennis Championships (męski)          |
| 1977      | Marlboro South Australian Men’s Tennis Classic (męski) |
| 1978      | South Australian Open (żeński)                         |
| 1979      | Berri South Australia Classic (żeński)                 |
| 1979–1989 | South Australian Open (męski)                          |
| 1980      | National Panasonic Open (żeński)                       |
| 1988      | Southern Cross Classic (żeński)                        |
| 1990–1998 | Australian Men’s Hardcourt Championships (męski)       |
| 1999–2004 | AAPT Championships (męski)                             |
| 2005      | Next Generation Hardcourt (męski)                      |
| 2006–2007 | Next Generation Adelaide International (męski)         |
| 2020–     | Adelaide International (męski i żeński)                |

## Mecze finałowe

### Gra pojedyncza mężczyzn
| Rok        | Zwycięzca                  | Finalista                  | Wynik                      |
| 2025       | Félix Auger-Aliassime      | Sebastian Korda            | 6:3, 3:6, 6:1              |
| 2024       | Jiří Lehečka               | Jack Draper                | 4:6, 6:4, 6:3              |
| 2023 (2)   | Kwon Soon-woo              | Roberto Bautista-Agut      | 6:4, 3:6, 7:6(4)           |
| 2023 (1)   | Novak Đoković              | Sebastian Korda            | 6:7(8), 7:6(3), 6:4        |
| 2022 (2)   | Thanasi Kokkinakis         | Arthur Rinderknech         | 6:7(6), 7:6(5), 6:3        |
| 2022 (1)   | Gaël Monfils               | Karen Chaczanow            | 6:4, 6:4                   |
| 2021       | Turniej nie był rozgrywany | Turniej nie był rozgrywany | Turniej nie był rozgrywany |
| 2020       | Andriej Rublow             | Lloyd Harris               | 6:3, 6:0                   |
| 2009– 2019 | Turniej nie był rozgrywany | Turniej nie był rozgrywany | Turniej nie był rozgrywany |
| 2008       | Michaël Llodra             | Jarkko Nieminen            | 6:3, 6:4                   |
| 2007       | Novak Đoković              | Chris Guccione             | 6:3, 6:7(6), 6:4           |
| 2006       | Florent Serra              | Xavier Malisse             | 6:3, 6:4                   |
| 2005       | Joachim Johansson          | Taylor Dent                | 7:5, 6:3                   |
| 2004       | Dominik Hrbatý             | Michaël Llodra             | 6:4, 6:0                   |
| 2003       | Nikołaj Dawydienko         | Kristof Vliegen            | 6:2, 7:6(3)                |
| 2002       | Tim Henman                 | Mark Philippoussis         | 6:4, 6:7, 6:3              |
| 2001       | Tommy Haas                 | Nicolás Massú              | 6:3, 6:1                   |
| 2000       | Lleyton Hewitt             | Thomas Enqvist             | 3:6, 6:3, 6:2              |
| 1999       | Thomas Enqvist             | Lleyton Hewitt             | 4:6, 6:1, 6:2              |
| 1998       | Lleyton Hewitt             | Jason Stoltenberg          | 3:6, 6:3, 7:6(4)           |
| 1997       | Todd Woodbridge            | Scott Draper               | 6:2, 6:1                   |
| 1996       | Jewgienij Kafielnikow      | Byron Black                | 7:6(0), 3:6, 6:1           |
| 1995       | Jim Courier                | Arnaud Boetsch             | 6:2, 7:5                   |
| 1994       | Jewgienij Kafielnikow      | Aleksander Wołkow          | 6:4, 6:3                   |
| 1993       | Nicklas Kulti              | Christian Bergström        | 3:6, 7:5, 6:4              |
| 1992       | Goran Ivanišević           | Christian Bergström        | 1:6, 7:6(5), 6:4           |
| 1991       | Nicklas Kulti              | Michael Stich              | 6:3, 1:6, 6:2              |
| 1990       | Thomas Muster              | Jimmy Arias                | 3:6, 6:2, 7:5              |
| 1989       | Mark Woodforde             | Patrik Kühnen              | 7:5, 1:6, 7:5              |
| 1988       | Mark Woodforde             | Wally Masur                | 6:2, 6:4                   |
| 1987       | Wally Masur                | Bill Scanlon               | 6:4, 7:6                   |
| 1985       | Eddie Edwards              | Peter Doohan               | 6:2, 6:4                   |
| 1984       | Peter Doohan               | Huub van Boeckel           | 1:6, 6:1, 6:4              |
| 1983       | Mike Bauer                 | Miloslav Mečíř             | 3:6, 6:4, 6:1              |
| 1982       | Mike Bauer                 | Chris Johnstone            | 4:6, 7:6, 6:2              |
| 1981       | Mark Edmondson             | Brad Drewett               | 7:5, 6:2                   |
| 1979       | Kim Warwick                | Bernard Mitton             | 7:5, 6:4                   |
| 1977       | Victor Amaya               | Brian Teacher              | 6:1, 6:4                   |
| 1974       | Dick Stockton              | Geoff Masters              | 6:2, 6:3, 6:2              |

### Gra pojedyncza kobiet
| Rok               | Zwyciężczyni               | Finalistka                 | Wynik                      |                            |
| 2025              | Madison Keys               | Jessica Pegula             | 6:3, 4:6, 6:1              |                            |
| 2024              | Jeļena Ostapenko           | Darja Kasatkina            | 6:3, 6:2                   |                            |
| 2023 (2)          | Belinda Bencic             | Darja Kasatkina            | 6:0, 6:2                   |                            |
| 2023 (1)          | Aryna Sabalenka            | Linda Nosková              | 6:3, 7:6(4)                |                            |
| 2022 (2)          | Madison Keys               | Alison Riske               | 6:1, 6:2                   |                            |
| 2022 (1)          | Ashleigh Barty             | Jelena Rybakina            | 6:3, 6:2                   |                            |
| 2021              | Iga Świątek                | Belinda Bencic             | 6:2, 6:2                   |                            |
| 2020              | Ashleigh Barty             | Dajana Jastremśka          | 6:2, 7:5                   |                            |
| 1989– 2019        | Turniej nie był rozgrywany | Turniej nie był rozgrywany | Turniej nie był rozgrywany | Turniej nie był rozgrywany |
| 1988              | Jana Novotná               | Jana Pospíšilová           | 7:5, 6:4                   |                            |
| 1981– 1987        | Turniej nie był rozgrywany | Turniej nie był rozgrywany | Turniej nie był rozgrywany | Turniej nie był rozgrywany |
| 1980              | Hana Mandlíková            | Sue Barker                 | 6:2, 6:4                   |                            |
| 1979              | Hana Mandlíková            | Virginia Ruzici            | 7:5, 2:2 krecz             |                            |
| 1978              | Kerry Reid                 | Beth Norton                | 7:5, 6:7, 6:1              |                            |
| 1977              | Turniej nie był rozgrywany | Turniej nie był rozgrywany | Turniej nie był rozgrywany |                            |
| 1976              | Chris O’Neil               | Nerida Gregory             | 3:6, 6:4, 6:0              |                            |
| 1975              | Sue Barker                 | Helga Niessen Masthoff     | 6:2, 6:1                   |                            |
| 1974              | Olga Morozowa              | Evonne Goolagong           | 7:6, 2:6, 6:2              |                            |
| 1973              | Janet Young                | Dianne Fromholtz           | 7:5, 6:1                   |                            |
| 1972 (grudzień)   | Evonne Goolagong           | Kerry Harris               | 6:1, 6:2                   |                            |
| 1972 (styczeń)    | Evonne Goolagong           | Olga Morozowa              | 7:6(3), 7:6(2)             |                            |
| 1971              | Turniej nie był rozgrywany | Turniej nie był rozgrywany | Turniej nie był rozgrywany | Turniej nie był rozgrywany |
| 1970              | Olga Morozowa              | Kristien Kemmer            | 6:4, 4:6, 9:7              |                            |
| 1969              | opady deszczu              | opady deszczu              | opady deszczu              |                            |
| 1968              | Karen Krantzcke            | Lesley Hunt                | 4:6, 9:7, 6:1              |                            |
| Początek Ery Open |                            |                            |                            |                            |
| 1967              | Judy Tegart                | Billie Jean King           | 4:6, 6:1, 6:4              |                            |
| 1966              | Lesley Turner              | Kerry Melville             | 6:2, 6:4                   |                            |
| 1965              | Nancy Richey               | Lesley Turner              | 8:6, 6:2                   |                            |
| 1964              | Gail Sherriff              | Billie Jean Moffitt        | 2:6, 6:4, 6:1              |                            |
| 1963              | Margaret Smith             | Jan Lehane                 | 6:3, 6:1                   |                            |
| 1962              | Margaret Smith             | Christine Truman           | 6:1, 6:2                   |                            |
| 1961 (listopad)   | Margaret Smith             | Darlene Hard               | 6:4, 5:7, 6:4              |                            |
| 1961 (styczeń)    | Margaret Smith             | Jan Lehane                 | 6:3, 6:0                   |                            |
| 1960              | Maria Bueno                | Christine Truman           | 6:1, 6:1                   |                            |
| 1959              | Turniej nie był rozgrywany | Turniej nie był rozgrywany | Turniej nie był rozgrywany |                            |
| 1958              | Sandra Reynolds            | Jan Lehane                 | 6:4, 6:2                   |                            |
| 1957              | Angela Mortimer            | Lorraine Coghlan           | 7:5, 6:3                   |                            |
| 1956 (listopad)   | Althea Gibson              | Shirley Fry                | 8:6, 7:5                   |                            |
| 1956 (styczeń)    | Fay Muller                 | Marie Martin               | 6:2, 8:6                   |                            |
| 1955              | Jenny Staley               | Fay Muller                 | 7:5, 6:2                   |                            |
| 1954              | Jenny Staley               | Helen Angwin               | 6:4, 4:6, 6:4              |                            |
| 1953              | Maureen Connolly           | Julia Sampson              | 6:2, 6:3                   |                            |

### Gra podwójna mężczyzn
| Rok        | Zwycięzcy                         | Finaliści                        | Wynik                      |
| 2025       | Simone Bolelli Andrea Vavassori   | Kevin Krawietz Tim Pütz          | 4:6, 7:6(4), 11–9          |
| 2024       | Rajeev Ram Joe Salisbury          | Rohan Bopanna Matthew Ebden      | 7:5, 5:7, 11–9             |
| 2023 (2)   | Marcelo Arévalo Jean-Julien Rojer | Ivan Dodig Austin Krajicek       | walkower                   |
| 2023 (1)   | Lloyd Glasspool Harri Heliövaara  | Jamie Murray Michael Venus       | 6:3, 7:6(3)                |
| 2022 (2)   | Wesley Koolhof Neal Skupski       | Ariel Behar Gonzalo Escobar      | 7:6(5), 6:4                |
| 2022 (1)   | Rohan Bopanna Ramkumar Ramanathan | Ivan Dodig Marcelo Melo          | 7:6(6), 6:1                |
| 2021       | Turniej nie był rozgrywany        | Turniej nie był rozgrywany       | Turniej nie był rozgrywany |
| 2020       | Máximo González Fabrice Martin    | Ivan Dodig Filip Polášek         | 7:6(12), 6:3               |
| 2009– 2019 | Turniej nie był rozgrywany        | Turniej nie był rozgrywany       | Turniej nie był rozgrywany |
| 2008       | Martín García Marcelo Melo        | Chris Guccione Robert Smeets     | 6:3, 3:6, 10–7             |
| 2007       | Wesley Moodie Todd Perry          | Novak Đoković Radek Štěpánek     | 6:4, 3:6, 15–13            |
| 2006       | Jonatan Erlich Andy Ram           | Paul Hanley Kevin Ullyett        | 7:6(4), 7:6(10)            |
| 2005       | Xavier Malisse Olivier Rochus     | Simon Aspelin Todd Perry         | 7:6(5), 6:4                |
| 2004       | Bob Bryan Mike Bryan              | Arnaud Clément Michaël Llodra    | 7:5, 6:3                   |
| 2003       | Jeff Coetzee Chris Haggard        | Maks Mirny Jeff Morrison         | 2:6, 6:4, 7:6(7)           |
| 2002       | Wayne Black Kevin Ullyett         | Bob Bryan Mike Bryan             | 7:5, 6:2                   |
| 2001       | David Macpherson Grant Stafford   | Wayne Arthurs Todd Woodbridge    | 6:7(5), 6:4, 6:4           |
| 2000       | Todd Woodbridge Mark Woodforde    | Lleyton Hewitt Sandon Stolle     | 6:4, 6:2                   |
| 1998       | Joshua Eagle Andrew Florent       | Ellis Ferreira Rick Leach        | 6:4, 6:7, 6:3              |
| 1997       | Patrick Rafter Bryan Shelton      | Todd Woodbridge Mark Woodforde   | 6:4, 1:6, 6:3              |
| 1996       | Todd Woodbridge Mark Woodforde    | Jonas Björkman Tommy Ho          | 7:5, 7:6                   |
| 1995       | Jim Courier Patrick Rafter        | Byron Black Grant Connell        | 7:6, 6:4                   |
| 1994       | Andrew Kratzmann Mark Kratzmann   | David Adams Byron Black          | 6:4, 6:3                   |
| 1993       | Todd Woodbridge Mark Woodforde    | John Fitzgerald Laurie Warder    | 6:4, 7:5                   |
| 1992       | Goran Ivanišević Marc Rosset      | Mark Kratzmann Jason Stoltenberg | 7:6, 7:6                   |
| 1991       | Wayne Ferreira Stefan Kruger      | Paul Haarhuis Mark Koevermans    | 6:4, 4:6, 6:4              |
| 1990       | Andrew Castle Nduka Odizor        | Alexander Mronz Michiel Schapers | 7:6, 6:2                   |

### Gra podwójna kobiet
| Rok               | Zwyciężczynie                       | Finalistki                               | Wynik                      |                            |
| 2025              | Guo Hanyu Aleksandra Panowa         | Beatriz Haddad Maia Laura Siegemund      | 7:5, 6:3                   |                            |
| 2024              | Beatriz Haddad Maia Taylor Townsend | Caroline Garcia Kristina Mladenovic      | 7:5, 6:3                   |                            |
| 2023 (2)          | Luisa Stefani Taylor Townsend       | Anastasija Pawluczenkowa Jelena Rybakina | 7:5, 7:6(3)                |                            |
| 2023 (1)          | Asia Muhammad Taylor Townsend       | Storm Hunter Kateřina Siniaková          | 6:2, 7:6(2)                |                            |
| 2022 (2)          | Eri Hozumi Makoto Ninomiya          | Tereza Martincová Markéta Vondroušová    | 1:6, 7:6(4), 10–7          |                            |
| 2022 (1)          | Ashleigh Barty Storm Sanders        | Darija Jurak Schreiber Andreja Klepač    | 6:1, 6:4                   |                            |
| 2021              | Alexa Guarachi Desirae Krawczyk     | Hayley Carter Luisa Stefani              | 6:7(4), 6:4, 10–3          |                            |
| 2020              | Nicole Melichar Xu Yifan            | Gabriela Dabrowski Darija Jurak          | 2:6, 7:5, 10–5             |                            |
| 1989– 2019        | Turniej nie był rozgrywany          | Turniej nie był rozgrywany               | Turniej nie był rozgrywany |                            |
| 1988              | Sylvia Hanika Claudia Kohde-Kilsch  | Lori McNeil Jana Novotná                 | 7:5, 6:7(4), 6:4           |                            |
| 1981– 1987        | Turniej nie był rozgrywany          | Turniej nie był rozgrywany               | Turniej nie był rozgrywany | Turniej nie był rozgrywany |
| 1980              | Pam Shriver Betty Stöve             | Sue Barker Sharon Walsh                  | 6:4, 6:3                   |                            |
| 1979              | Hana Mandlíková Virginia Ruzici     | Sue Barker Pam Shriver                   | 2:6, 6:4, 6:4              |                            |
| 1978              | Lesley Hunt Sharon Walsh            | Ilana Kloss Marise Kruger                | 6:2, 6:2                   |                            |
| 1977              | Turniej nie był rozgrywany          | Turniej nie był rozgrywany               | Turniej nie był rozgrywany | Turniej nie był rozgrywany |
| 1976              | Nerida Gregory Rosalyn McCann       | Elizabeth Little Kerryn Pratt            | 6:3, 6:2                   |                            |
| 1975              | Sue Barker Michelle Tyler           | Kym Ruddell Janet Young                  | 7:5, 6:3                   |                            |
| 1974              | Evonne Goolagong Peggy Michel       | Martina Navrátilová Kazuko Sawamatsu     | 6:3, 4:6, 7:5              |                            |
| 1973              | Janet Fallis Janet Young            | Jenny Dimond Dianne Fromholtz            | 7:6, 6:3                   |                            |
| 1972 (grudzień)   | Jewgienija Biriukowa Janet Young    | Evonne Goolagong Helen Gourlay           | 6:3, 6:2                   |                            |
| 1972 (styczeń)    | Evonne Goolagong Olga Morozowa      | Kerry Hogarth Marilyn Tesch              | 6:3, 6:0                   |                            |
| 1971              | Turniej nie był rozgrywany          | Turniej nie był rozgrywany               | Turniej nie był rozgrywany | Turniej nie był rozgrywany |
| 1970              | Kerry Harris Olga Morozowa          | Patti Hogan Sharon Walsh                 | 8:6, 6:8, 6:3              |                            |
| 1969              | opady deszczu                       | opady deszczu                            | opady deszczu              |                            |
| 1968              | Karen Krantzcke Kerry Melville      | Lesley Hunt Judy Tegart                  | 6:1, 6:2                   |                            |
| Początek Ery Open |                                     |                                          |                            |                            |
| 1967              | brak danych                         | brak danych                              | brak danych                |                            |
| 1966              | Judy Tegart Lesley Turner           | Rosie Casals Nancy Richey                | 7:5, 6:4                   |                            |
| 1965              | Judy Tegart Lesley Turner           | Elizabeth Fenton Madonna Schacht         | 7:5, 6:2                   |                            |
| 1964              | Robyn Ebbern Billie Jean Moffitt    | Gail Sherriff Carol Sherriff             | 6:1, 6:2                   |                            |
| 1963              | Robyn Ebbern Margaret Smith         | Jan Lehane Lesley Turner                 | 6:1, 6:2                   |                            |
| 1962              | Robyn Ebbern Margaret Smith         | Madonna Schacht Christine Truman         | 6:2, 6:2                   |                            |
| 1961 (listopad)   | Robyn Ebbern Margaret Smith         | Jan Lehane Lesley Turner                 | 5:7, 6:2, 6:3              |                            |
| 1961 (styczeń)    | Jan Lehane Margaret Smith           | Robyn Ebbern Madonna Schacht             | 6:4, 6:1                   |                            |
| 1960              | Maria Bueno Christine Truman        | Margaret Smith Beverley Rae              | 7:5, 6:4                   |                            |
| 1959              | Turniej nie był rozgrywany          | Turniej nie był rozgrywany               | Turniej nie był rozgrywany |                            |
| 1958              | Sandra Reynolds Renee Schuurman     | Lorraine Coghlan Mary Carter Reitano     | 6:4, 6:2                   |                            |
| 1957              | Angela Mortimer Daphne Seeney       | Marie Martin Dulcie Young                | 6:3, 6:2                   |                            |
| 1956 (listopad)   | Althea Gibson Shirley Fry           | Lorraine Coghlan Margaret Hellyer        | 6:1, 6:2                   |                            |
| 1956 (styczeń)    | Fay Muller Daphne Seeney            | Marie Martin Loris Nichols               | 4:6, 6:2, 6:2              |                            |
| 1955              | Loris Nichols Norma Ellis           | Jenny Staley Elizabeth Orton             | 6:4, 6:4                   |                            |
| 1954              | Loris Nichols Norma Ellis           | Helen Angwin Gwen Thiele                 | 6:1, 9:7                   |                            |
| 1953              | Maureen Connolly Julia Sampson      | Helen Angwin Gwen Thiele                 | 6:4, 6:1                   |                            |